# Reuben Kosgei
Reuben Kosgei, född den 2 augusti 1979, är en kenyansk friidrottare som tävlar i hinderlöpning. 
Kosgei slog igenom 1998 när han vann junior-VM på 3 000 meter hinder. Två år senare följde han upp detta med att bli den yngste guldmedaljören i hinderloppet när han vann Olympiska sommarspelen 2000 i Sydney. Kosgei vann även VM-guld 2001 i Edmonton men misslyckades att försvara sin titel då han vid VM 2003 åkte ut i kvalet. 2006 återvände Kosgei till de stora mästerskapen och vann Samväldesspelen 2006.
Kosgeis personliga rekord är från Bryssel 2001 och är 7.57,29.